# О’Райли, Кайл
Кайл Гри́нвуд (англ. Kyle Greenwood, род. 1 марта 1987, Делта, Британская Колумбия) — канадский рестлер, в настоящее время выступающий в All Elite Wrestling (AEW) под именем Кайл О’Ра́йли (англ. Kyle O'Reilly). Он также известен по выступлениям в Ring of Honor (ROH) с 2009 по 2017 год и WWE с 2017 по 2021 год, где он выступал на бренде NXT. Он был трехкратным командным чемпионом NXT и одним из основателей «Неоспоримой эры».
Он также работал в New Japan Pro-Wrestling (NJPW) и выступал в нескольких независимых промоушенах, в частности, в Pro Wrestling Guerrilla (PWG). Он является однократным чемпионом мира ROH, трехкратным командным чемпионом мира ROH в составе команды reDRagon вместе с Бобби Фишем, а в PWG он — однократный чемпион мира и победитель Battle of Los Angeles 2013 года.

## Личная жизнь
У Гринвуда диабет первого типа. В качестве примеров для подражания он называет Брета Харта, Тосиаки Каваду, Ройса Грейси и Мухаммеда Али. В детстве Гринвуд занимался несколькими видами спорта, включая борьбу, хоккей, футбол, лякросс, кикбоксинг, джиу-джитсу и сноуборд, а также недолго играл в регби в Европе. Он и сейчас состоит в регбийном клубе. Во время обучения, чтобы стать рестлером, он работал поваром в ресторане. Гринвуд одно время жил с Дэйви Ричардсом и Тони Козиной.

## Титулы и достижения
- High Risk Wrestling
  - Командный чемпион HRW (1 раз) — с Бобби Фишем[4][5]
- New Japan Pro-Wrestling
  - Командный чемпион IWGP в полутяжёлом весе (2 раза) — с Бобби Фишем[6][7][8]
  - Super Jr. Tag Tournament (2014) — с Бобби Фишем[9]
- NWA: Extreme Canadian Championship Wrestling / Elite Canadian Championship Wrestling
  - Чемпион ECCW (1 раз)[10]
  - Канадский чемпион в полутяжелом весе NWA (3 раза)[1][11]
  - Тихоокеанский кубок (2007)[12]
- Pro Wrestling Guerrilla
  - Чемпион мира PWG (1 раз)[13]
  - Battle of Los Angeles (2013)[14]
- Pro Wrestling Illustrated
  - Команда года (2019) — с Бобби Фишем[15]
  - № 32 в топ 500 рестлеров в рейтинге PWI 500 в 2016[16]
- Pro Wrestling Prestige
  - Командный чемпион PWP (1 раз) — с Дэйви Ричардсом[17]
- Ring of Honor
  - Чемпион мира ROH (1 раз)[18][19]
  - Командный чемпион мира ROH (3 раза) — с Бобби Фишем[20][21][22]
  - Tag Wars Tournament (2014) — с Бобби Фишем[23]
- SoCal Uncensored
  - Матч года (2012) с Адамом Коулом против Super Smash Bros. и «Янг Бакс» 21 июля[24]
- St. Louis Anarchy
  - Medallion Tournament (2012)[25]
- WWE
  - Командный чемпион NXT (3 раза) — с Бобби Фишем, Адамом Коулом и Родериком Стронгом (1), Родериком Стронгом (1), Бобби Фишем (1)[26][27]
  - Победитель Dusty Rhodes Tag Team Classic (2018) — с Адамом Коулом[28]
  - Премия по итогам года NXT (4 раза)
    - Команда года (2018) — с Родериком Стронгом
    - Команда года (2019) — с Бобби Фишем
    - Команда года (2020) — с Бобби Фишем, Адамом Коулом и Родериком Стронгом
    - Матч года (2020) пр. Финна Балора на NXT TakeOver: 31

  - Bumpy Award (1 раз)
    - Соперничество полугодия (2021) — пр. Адама Коула[29]